# Magnus Nyström
Ragnar Wilhelm Magnus Nyström,  född 1 oktober 1902 i Trollhättans församling, död 9 april 1988 i Kölingareds församling, var en svensk motorsportman och skytt. Han deltog 1925–1930 med framgång i motorcykeltävlingar samt är god allroundskytt och skytteledare. Han var bror till Algot och Per Nyström. 
Nyström, som var verksam som direktör i Stockholm, tävlade på Norton. Han var var bland annat prickfri i Majtävlingen 1927 och satte 1926 på isbana inofficiellt skandinaviskt hastighetsrekord på rakbana i soloklassen samt samma år. Även på rundbana i både solo- och sidvagnsklassen. Han deltog även i biltävlingar. Sedan 1931 tillhör Nyström eliten i såväl jakt- som kortdistansskytte. Han var ledare för svenska frigevärslaget vid världsmästerskapet i Helsingfors 1937 och i landskampen i Berlin 1940 samt var styrelseledamot i Svenska Skytteunionen 1933–1941. och i Sportskytteförbundens överstyrelse sedan 1939.